# بنت من شبرا
بنت من شبرا هي رواية من تأليف الأديب المصري الراحل فتحي غانم صدرت للمرة الأولى في 15 فبراير 1986 عن دار الهلال للطباعة والنشر والتوزيع، واقتُبس عنها في عام 2004 مسلسل تليفزيونيّ بنفس الاسم أخرجه المخرج المصري جمال عبد الحميد وقام ببطولته طارق لطفي وليلى علوي.

## عن الرواية
تدور أحداث رواية بنت من شبرا حول «ماريا» وهي فتاة إيطالية كاثوليكية تعيش في حي شبرا بمصر في ثلاثينيات وأربعينيات القرن العشرين وتعتز بأصولها الغربية، ولكنها تقع في حب «كريم» وهو شاب مصري قروي. تنتقل القصة بعد ذلك إلى حقبة زمنية تالية في ثمانينيّات القرن العشرين بعدما اجتاحت التيارات الدينية المتطرفة المجتمع المصري مع العائدين من بلاد النفط، لنرى حفيد كريم وماريا وقد ألقي القبض عليه وهو يحاول تنفيذ تفجير إرهابي ليزج به في السجن، وهنا تكون المفارقة بين انفتاح المجتمع المصري في الماضي وبين تطرفه وانغلاقه في الحاضر.

## روابط خارجية
صفحة الرواية على موقع جود ريدز